# Historia de la selección femenina de voleibol del Perú
El inicio de la historia de la selección femenina de voleibol del Perú se remonta al año 1942, luego de la fundación de la Federación Peruana de Voleibol, la cual es miembro de la Confederación Sudamericana de Voleibol.
Hasta la fecha ha participado en doce ediciones del Campeonato Mundial de Voleibol (1960, 1967, 1970, 1974, 1978, 1982, 1986, 1990, 1994, 1998, 2006 y 2010), siendo sus mejores resultados subcampeón en 1982 y el tercer puesto en 1986, mientras que, a nivel regional, ha sido campeona sudamericana en 13 ocasiones.
En cuanto a las categorías juveniles, la selección sub-20 obtuvo la medalla de bronce en los Juegos Olímpicos de la Juventud, la medalla de plata en el Campeonato Mundial de Voleibol Femenino Sub-20, medalla de oro en la Copa Panamericana de Voleibol Femenino Sub-20 y 4 títulos en el Campeonato Sudamericano de Voleibol Femenino Sub-20. La selección sub-18, por su parte, ha obtenido 3 títulos en el Campeonato Sudamericano de Voleibol Femenino Sub-18.
La Selección U 17 ganó la Medalla de Bronce en el 6º Campeonato Sudamericano de Voleibol Femenino Sub-17 realizado en Lima y clasificando junto a Argentina y Brasil al 1er Mundial de la categoría a realizarse en el Perú entre el 17 al 24 de agosto del 2024 con la participación de 16 selecciones de Europa,  América, Asia y Oriente Medio.

## Introducción del voleibol en el Perú
La introducción del voleibol en Sudamérica se produce en Perú en 1911, con la contratación por parte del gobierno del presidente Augusto B. Leguía a los educadores estadounidenses Joseph Lockey y Joseph McKnight, encargados de una reforma educativa, y que lo practicaban como pasatiempo, ya que en aquellos años predominaban el fútbol y el boxeo.
El 12 de mayo del 1942 se funda la Federación Peruana de Voleibol.

## Años 1960: El inicio
Perú obtiene su primer título sudamericano en el campeonato de Buenos Aires en 1964.

En 1965, llegó el entrenador japonés Akira Kato, como invitado de la Federación Peruana de Voleibol. Akira mezclaba el juego rápido de la escuela asiática con el juego de potencia de Europa. La fuerte preparación de Akira daría sus primeros frutos en el Sudamericano de Santos 1967, donde Perú ganaría por primera vez a Brasil. A partir de este año, el equipo peruano iniciaría una época de hegemonía continental, que duraría hasta 1993, ya que contando el Sudamericano de Buenos Aires 1964 hasta Cusco 1993 se jugaron 15 torneos y Perú ganó en 12 oportunidades. Parte importante en el funcionamiento peruano en esta disciplina lo cumplió el colegio/internado Divino Maestro, ubicado en la ciudad de Lima, que fue el centro de acopio de las jóvenes jugadoras que venían del interior del país. A pesar del escaso recurso con que contaban, este centro de educación fue de gran ayuda para las promesas del voleibol peruano.
A nivel mundial, la escuela de Akira Kato sobresalió en los Juegos Olímpicos de México 1968 y en la primera Copa del Mundo en 1973, donde Perú obtendría el cuarto puesto en ambas competiciones. Las jugadoras más notables de esta época fueron Lucha Fuentes y Anacé Carrillo.

## Años 1980: La época dorada

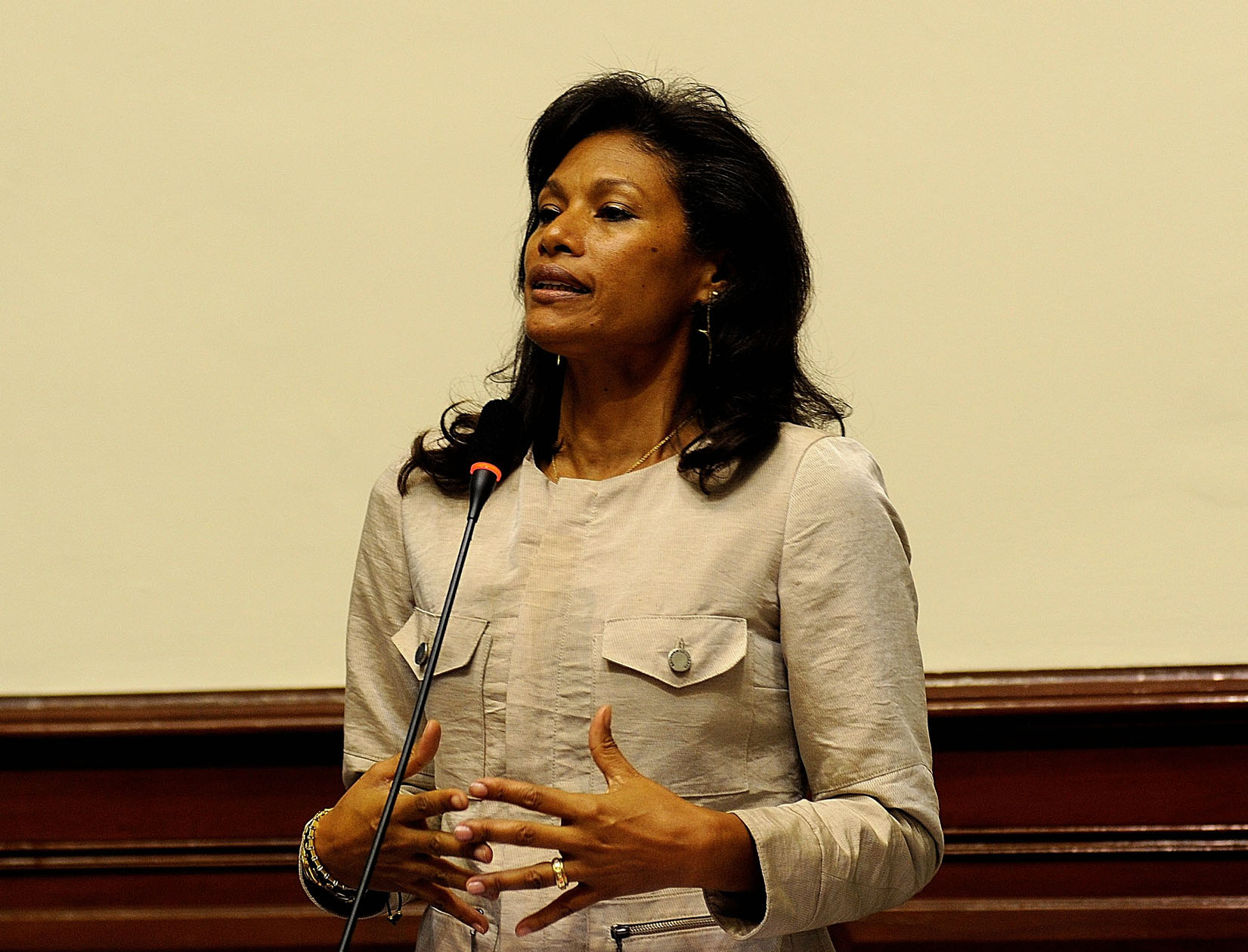
Cecilia Tait. Considerada la mejor jugadora del torneo de los Juegos Olímpicos de Seúl 88.

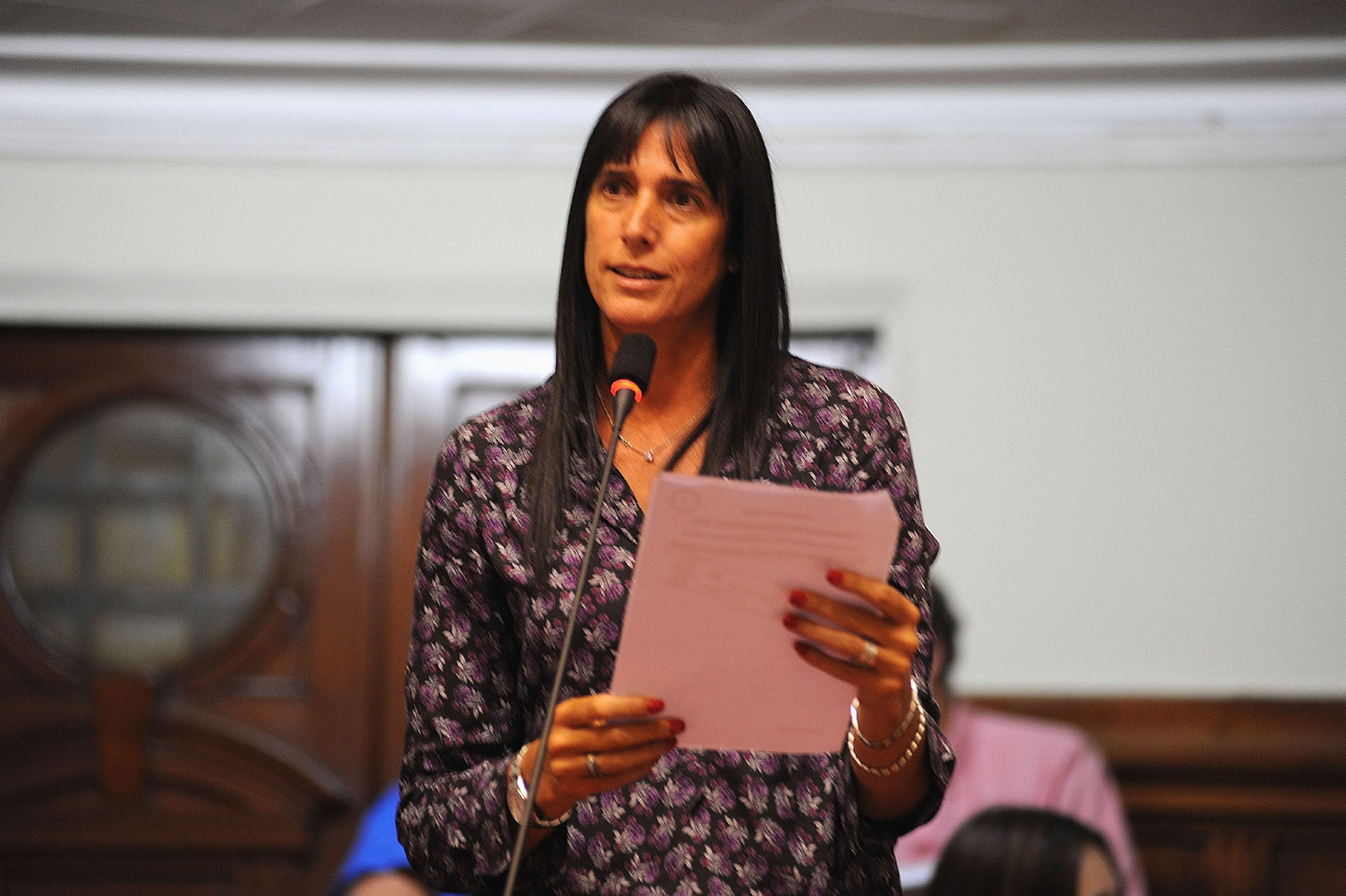
Gabriela Pérez Del Solar. Nombrada como la mejor bloqueadora del torneo de Copa del Mundo de 1985 y 1991.

En 1982, Akira Kato falleció en Lima. En su reemplazo se contrató al surcoreano Man Bok Park, quien ya había trabajado en el comando técnico de Akira en la selección peruana durante la década de los setenta. Su primer gran resultado fue el subcampeonato en el Mundial Juvenil de México 1981.
Perú en el Mundial 1982
Luego el segundo lugar en el Campeonato Mundial de 1982 realizado en Perú, luego de clasificar fácilmente en segunda ronda, venciendo por 3-0 a Canadá, Indonesia y Nigeria, en la segunda etapa venció 3-0 a Bulgaria, cayó 3-0 ante Corea del Sur, venció 3-0 a Brasil y en un partido increíble derrotó 3-1 a Japón. En semifinales venció en inolvidable partido al favorito Estados Unidos por 3-0, cayendo en la final ante China, la nueva potencia por 3-0.
Primera ronda
| Equipo    | Pts | Partidos | Partidos | Sets | Sets | Puntos | Puntos |
| Equipo    | Pts | G        | P        | G    | P    | G      | P      |
| --------- | --- | -------- | -------- | ---- | ---- | ------ | ------ |
| Perú      | 6   | 3        | 0        | 9    | 0    | 135    | 21     |
| Canadá    | 5   | 2        | 1        | 6    | 3    | 106    | 66     |
| Indonesia | 4   | 1        | 2        | 3    | 6    | 64     | 111    |
| Nigeria   | 3   | 0        | 3        | 0    | 9    | 28     | 135    |

Segunda Ronda
| Equipo        | Pts | Partidos | Partidos | Sets | Sets | Puntos | Puntos |
| Equipo        | Pts | G        | P        | G    | P    | G      | P      |
| ------------- | --- | -------- | -------- | ---- | ---- | ------ | ------ |
| Japón         | 9   | 4        | 1        | 13   | 3    | 210    | 114    |
| Perú          | 9   | 4        | 1        | 12   | 4    | 224    | 142    |
| Corea del Sur | 9   | 4        | 1        | 12   | 4    | 202    | 154    |
| Brasil        | 7   | 2        | 3        | 7    | 11   | 197    | 224    |
| Bulgaria      | 6   | 1        | 4        | 4    | 14   | 154    | 250    |
| Canadá        | 5   | 0        | 5        | 3    | 15   | 149    | 252    |

Semifinal
| Fecha |                | Resultado |      | Set 1 | Set 2 | Set 3 | Total |
| ----- | -------------- | --------- | ---- | ----- | ----- | ----- | ----- |
| 24-09 | Estados Unidos | 0-3       | Perú | 12-15 | 12-15 | 10-15 | 34-45 |

Final
| Fecha |       | Resultado |      | Set 1 | Set 2 | Set 3 | Total |
| ----- | ----- | --------- | ---- | ----- | ----- | ----- | ----- |
| 24-09 | China | 3-0       | Perú | 15-1  | 15-5  | 15-11 | 45-17 |

Después, Perú quedó en un cuarto lugar en los Juegos Olímpicos de Los Ángeles 1984. Perú se pasó por encima a la selección de Canadá y sufrió para vencer al país de Man Bok, Corea del Sur. Con dicho éxito, logró pasar a semifinales, pero sin mayores resultados. Perú cayó por 3 a 0 ante los Estados Unidos y solo logró ganar el primer set en el partido definitorio por el tercer lugar ante Japón. Sin embargo, el no haber logrado ninguna medalla olímpica sirvió de estímulo para una mejor preparación para el próximo torneo, el mundial de Checoslovaquia.
Luego, Perú participó en el Campeonato Mundial de Voleibol Femenino de 1986, llevado a cabo en Checoslovaquia, donde obtuvo la medalla de bronce, luego de derrotar en primera rueda a la República Federal Alemana por 3-0, a Brasil por 3-1 y caer ante Cuba en dramático partido por 2-3. Luego, en segunda ronda, derrotó por 3-1 al mismo Checoslovaquia, 3-0 a Bulgaria y 3-0 a Corea del Sur. Llegó a las semifinales, y cayó ante la poderosa China por 3-0 y tuvo que conformarse con pelear por el tercer lugar. En ese partido, derrotó al poderoso equipo de la República Democrática Alemana por 3-1, demostrando un gran progreso del equipo, con miras a las Olimpiadas de Seúl.

### Medalla de plata en Juegos Olímpicos de Seúl 1988
Este quizás es el momento de más alto nivel de la selección peruana y es el más alto lugar que haya podido alcanzar un deporte popular de este país. El equipo peruano combinaba la velocidad, técnica y disciplina oriental, con la agilidad propia de las peruanas. Incluso lograron el mejor promedio de bloqueo de los Juegos Olímpicos de Seúl 1988 con una talla muy debajo de la media mundial.
En la primera fase, Perú ganó Brasil, clásico rival sudamericano, por un contundente 3 a 0. Luego, vencerían a China, bicampeón mundial y campeón olímpico, en el quinto set por 16 a 14, luego de ir perdiendo 14 a 9. Casi lo mismo sucedería con Estados Unidos, que luego de ir ganando los dos primeros sets, perderían ante las sudamericanas por 3 a 2. Perú se clasificó a la semifinal contra Japón. En un partido muy reñido, Perú ganaría al equipo asiático por 3 a 2. Este triunfo llevó por primera vez a un equipo sudamericano a una final olímpica de voleibol. Perú se mediría en la final contra la Unión Soviética (URSS).
El partido final se jugó el 29 de septiembre. La URSS era un equipo experimentado, por su participación en varias finales olímpicas, y que contaba con jugadoras como Irina Smirnova y Valentina Ogienko, motivos por los cuales era el gran favorito. Sin embargo, Perú ganó fácilmente los dos primeros sets con excelentes actuaciones de Cecilia Tait, la mejor jugadora del torneo olímpico, Cenaida Uribe, Gabriela Pérez del Solar, Gina Torrealva y Rosa García, entre otras. En el tercer set, Perú ganaba por 12 a 6, y fue cuando el equipo soviético reaccionó, ganando los dos sets siguientes. La URSS comenzó jugando sólidamente el set definitivo, pero Perú reanudó un juego más tranquilo, empatando el marcador. La URSS obtendría el primer punto de partido, luego Perú tendría hasta en tres oportunidades el punto de partido, pero al final el equipo europeo ganaría por 17 a 15. Ya en Lima, la selección sería recibida con reconocimientos por parte del Estado y de la población.

## Años 1990: El inicio de la decadencia
Luego de las olimpiadas de 1988, poco a poco el nivel de la selección peruana descendió. En el Mundial de China 1990, las peruanas obtendrían el sexto lugar, una lejana posición para aquellos resultados obtenidos años atrás. En ese mundial, cayó en primera ronda ante la URSS por 3-1, en cuartos de final cayó ante China por un contundente 3-0, y en su lucha por el quinto puesto derrotó a Japón 3-0 y cayó ante Corea del Sur por 3-1. En 1991, Perú perdería la final sudamericana contra Brasil, y en noviembre no se lograría clasificar a los Juegos Olímpicos de Barcelona 1992. Debía pelear el último cupo en la Copa del Mundo, donde solo pudo vencer a Corea del Sur, Canadá y España, y fue derrotado por la Unión Soviética y Japón en primera fase, y por China, Cuba y los Estados Unidos en segunda fase, por lo que obtuvo el quinto lugar en Japón. En 1993, Perú lograría su último campeonato sudamericano derrotando a Brasil por 3-1. Después de 1993, la selección peruana comenzó una etapa de crisis, Man Bok Park se retiró al igual que varias de las jugadoras. La selección juvenil obtuvo el cuarto lugar en el Mundial de Brasil 1993 y la selección de menores hizo lo mismo en el Mundial de Eslovaquia del mismo año. Sin embargo, a nivel de mayores, en el Mundial de Brasil 1994 y los Juegos Olímpicos de Atlanta 1996, Perú no ganó ni un partido. En 1999, Park regresó a la selección, aunque el resultado no varió.

## Años 2000: Época de crisis
En los Juegos Olímpicos de Sídney 2000, Perú no logró ganar ningún partido. En el 2001, la Federación Peruana de Voleibol, a cargo de Víctor Manyari, se negó a convocar a elecciones y formalizar legalmente sus estatutos como mandaba la Ley del Deporte. En estas circunstancias, las Ligas Distritales de todo el país se reunieron y nombraron un nuevo directorio de la Federación, encabezado por la ex-voleibolista subcampeona mundial Carmen Pimentel. Esta directiva formalizó los estatutos de la federación, inscribió la personería jurídica en registros públicos y fue reconocida por el Instituto Peruano del Deporte. Debido a los desacuerdos en las elecciones, la FIVB, siguiendo las directivas del presidente de la Confederación Sudamericana de Voleibol, el peruano Luis Moreno Gonzales, desconoció a esta directiva y el país fue sancionado e inhabilitado de participar en competencias internacionales hasta el 2003, año en que Perú volvería al escenario internacional, con un nuevo presidente en la federación.
Poco a poco, se reinició el trabajo con la selección. Últimamente se está tratando de recuperar el nivel alcanzado con una nueva generación de voleibolistas. En el 2005, Perú obtuvo el subcampeonato sudamericano y participó en el Mundial de Japón 2006, donde a pesar de ganar sólo a Egipto, la selección dio muchas esperanzas por su buen nivel demostrado en los partidos contra Serbia, Turquía y Cuba. Además, la selección de menores obtuvo la clasificación al Mundial de Menores México 2007 luego de 14 años y al Mundial de Menores Tailandia 2009 de manera consecutiva. En este último mundial, dirigido por Hernán Artieda, Perú debutaría derrotando al vigente campeón, China, luego de 21 años, con un marcador a favor de 3 a 0.
En los Juegos Panamericanos de 2007 de Río de Janeiro, el elenco peruano sorprendió a República Dominicana al ganar por un reñido 3-2. Las dominicanas no salían de su asombro y quedaron por varios segundos estáticas en el campo de juego. El público y jugadoras brasileñas estaban contentos por la selección peruana, puesto que las brasileñas no solo han visto a Perú como su rival sudamericano más cercano por la historia que las precede, sino, como lo dijo en alguna ocasión una jugadora brasileña: "como un rival de temer, como un león dormido que cuando despierta puede llegar a niveles inesperados en su rendimiento anímico y físico". En otro pasaje, otra jugadora brasileña pasada al retiro calificó a las peruanas de tener un nivel anímico "a prueba de balas", el diario digital de la República Dominicana RD tituló en un pasaje de su edición: "Como en los tiempos de Natalia Málaga, Cecilia Tait y Gabriela Pérez del Solar, allá por la década de los años 90, la escuadra peruana apeló a la tradición y dejó fuera de la lucha por las medallas a las campeonas continentales de Santo Domingo 2003." Luego, llega hasta las semifinales, donde perderían ante Cuba. En la lucha por la medalla de bronce, Estados Unidos derrotó a las peruanas por 3-0.
Pero, otra vez el irregular despunte de la selección femenina dio mucho que desear al no clasificar a los Juegos Olímpicos de Pekín 2008, perdiendo ante el equipo juvenil de Venezuela, ante la salida de Enio de Figueiredo.

## Años 2010

### Kim Cheol-Yong

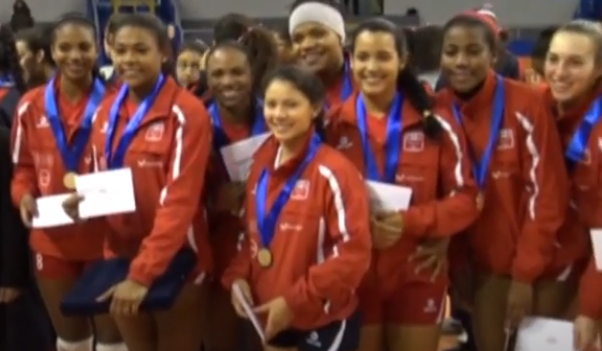
La selección peruana en 2013.

En 2009, el surcoreano Cheol Yong Kim llegó para dirigir a la selección femenina adulta, al lado de su compatriota y extécnico nacional Man Bok Park como jefe de dirección técnica. Uno de sus primeros retos fue la Copa Panamericana, en la que la selección femenina quedó en un quinto lugar tras ganarle 3-2 a Argentina. De esta manera, clasificó a la Copa Final Four 2009, era la segunda edición de la copa y el debut del equipo peruano en la misma. En el Final Four 2009 realizado en Perú, participaron los equipos de Brasil, Estados Unidos y República Dominicana, donde quedó cuarto tras perder en la definición por el tercer lugar contra el seleccionado dominicano por 3-0 y sin poder ganar ningún partido.
Se clasificó al Mundial de Japón 2010, tras derrotar por 3 a 0 a Argentina, uno de sus más recientes rivales a partir de 1994 hasta la actualidad a nivel de Sudamérica, en el premundial sudamericano realizado en Belo Horizonte (Brasil) y quedar en segundo lugar. Dicho partido clasificatorio se recuerda por la picardía de la armadora nacida en Kazajistán (ex-URSS) y nacionalizada peruana Elena Keldibekova, para evitar un punto argentino mediante una "patadita".
En el Sudamericano de Brasil 2009, Perú no pudo con Argentina y quedó en el tercer lugar. Sin embargo, clasificó a la Copa Panamericana 2010, en Tijuana (México). Perú se quedó con el segundo lugar del campeonato y se llevó la medalla de plata. Derrotó a las selecciones de Argentina, Cuba, Puerto Rico, Costa Rica, México y Trinidad y Tobago. Este campeonato les permitió clasificarse por primera vez en su historia, por mérito propio y no por invitación como en 1994, al Grand Prix Mundial a disputarse en el 2011, al haber obtenido el mejor puesto sudamericano. A su vez logró clasificarse nuevamente a la Copa Final Four 2010 que se jugó también en México. En dicho torneo, Perú obtuvo el subcampeonato tras la derrota en un reñido encuentro de cinco sets con República Dominicana.
Natalia Málaga, ex-asistente técnica de Cheol Yong Kim, comenzó a dirigir a la selección juvenil peruana, con la que consiguió su primera medalla internacional oficial como entrenadora en Singapur 2010, que fue la primera edición de los Juegos Olímpicos de la Juventud, después de derrotar a Japón por 3-1 y adjudicarse la medalla de bronce. Luego lograría el subcampeonato en el Sudamericano Juvenil de Colombia 2010, algo que no había logrado Perú en 20 años.
El 10 de octubre, Perú se enfrentó por tercera vez en el año, en una final, a la selección de República Dominicana y volvió a perder. Primero, sucedió en la Copa Panamerica, luego en la Copa Final Four y después en la Copa Unique; todos los torneos en 2010. En este partido, se lesionó por segunda vez consecutiva, previo a un torneo importante, la seleccionada peruana Carla Rueda.
En el Mundial de Japón 2010, Perú solo logró vencer a Argelia y Costa Rica en el grupo encabezado por Japón, victorias suficientes para clasificar con el mínimo puntaje a segunda fase, en la que no ganaron ningún partido. En el último partido, disputado ante China, se retiró de la selección peruana la capitana Leyla Chihuán quedando la selección en un 13.er lugar superando lo hecho en el año 2006, pero dejando dudas ante equipos como Serbia y Corea a los cuales se les pudo ganar por 3-2.

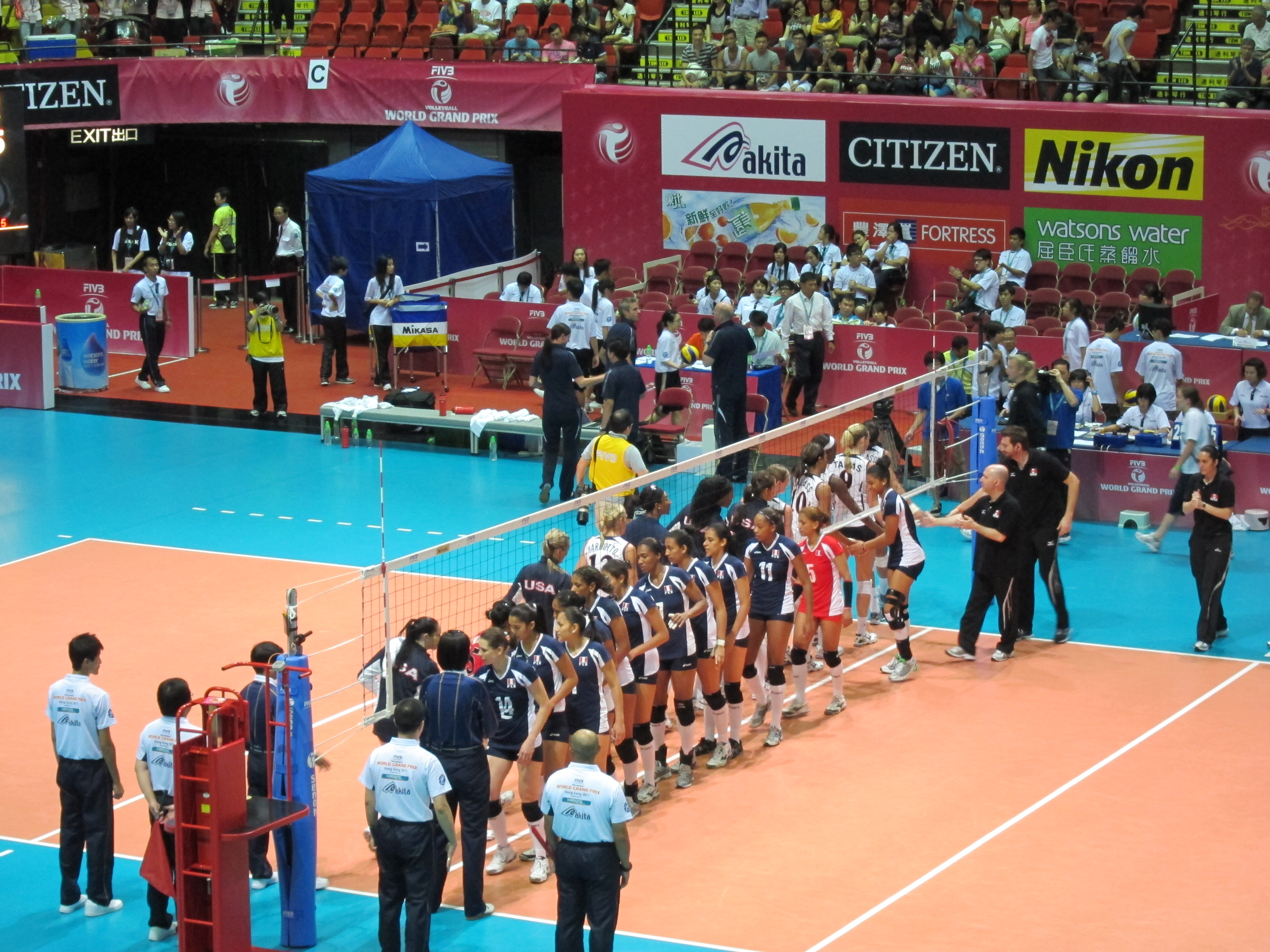
2011 FIVB World Grand Prix

En febrero de 2011, Mr. Kim Cheol-Yong renunció a la selección por motivos familiares y asumió la dirección técnica el técnico Luca Cristofani de nacionalidad italiana en el mes de mayo. Por primera vez en la historia el vóley peruano cuenta con un equipo técnico completo y un DT europeo. Si bien es cierto, los resultados no saltan a la vista ya que se queda en 8° lugar en la Copa Panamericana de Vóley 2011 solamente venciendo a Trinidad y Tobago y Costa Rica y se hace un papel bochornoso en el Grand Prix 2011 ganando un solo set a la selección de Alemania.

### Natalia Málaga
Luego del mal momento que pasó el Perú con el entrenador coreano en el pre-Mundial en Argentina, la entrenadora Natalia Málaga asumió bajo su control al equipo adulto del Perú y se vio su excelente trabajo al ganar el oro en los Juegos Bolivarianos, luego regresó para el Grand Prix de Voleibol de 2014 obteniendo victorias con lo que se ubicó en el puesto 16° de 28 equipos, el palmarés de Natalia Málaga como entrenadora es muy bueno y los resultados serán alentadores para preparar a un equipo adulto sub-23. Luego de 13 meses a cargo de la dirección la selección adulta anunció su retiro siendo reemplazado por el brasileño Mauro Marasciulo. En el 2018, se anuncia la dirección técnica del español Francisco Hervás Tirada.

## Años 2020: Desarrollo de la selección de menores

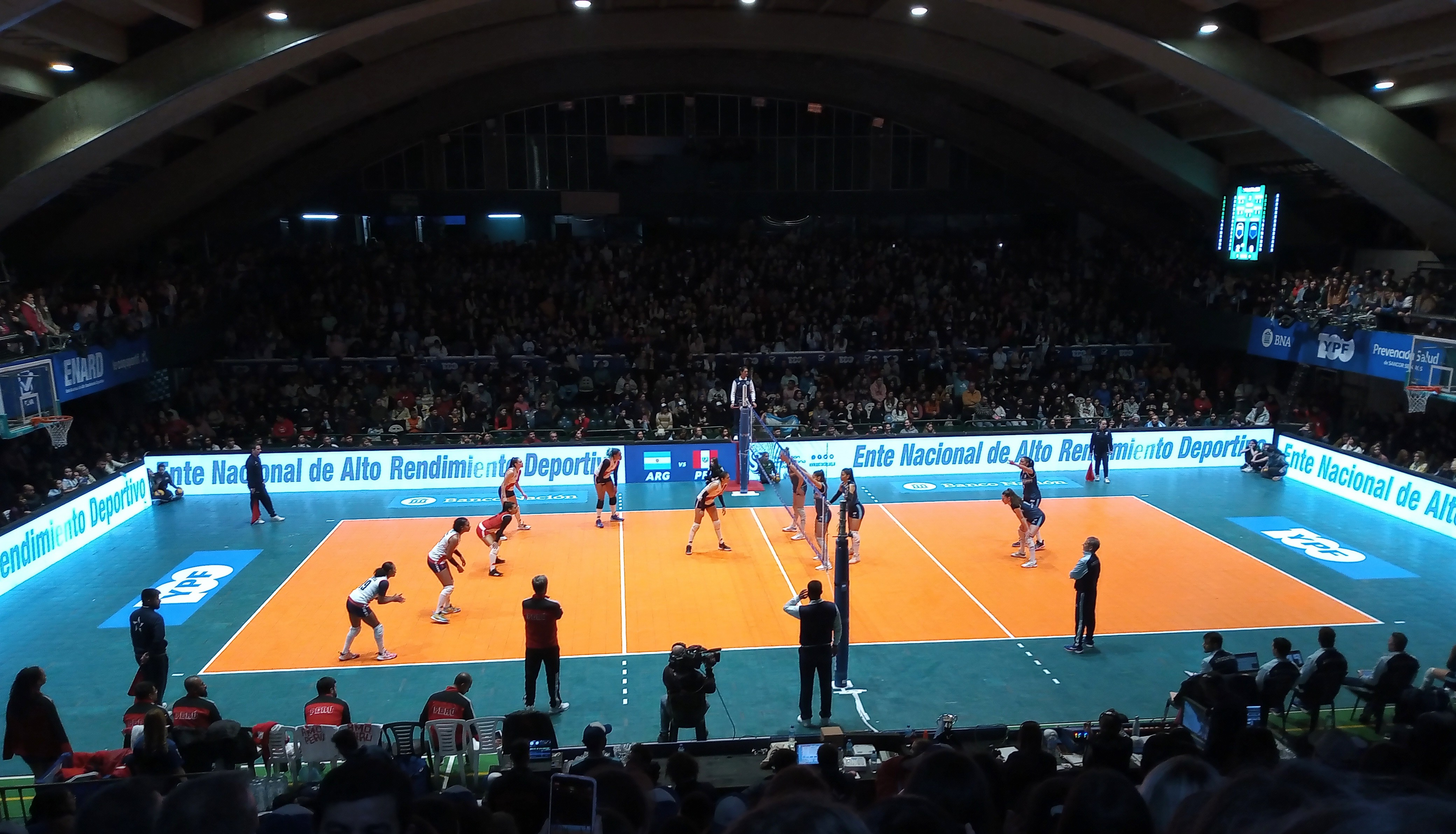
Partido amistoso entre Perú y Argentina en 2022.

En 2021 la selección disputó el campeonato sudamericano jugado en Colombia, luego de 2 victorias y dos derrotas culminó su participación en el cuarto puesto.
En agosto de 2022 no clasificó a los Panamericanos Santiago 2023 luego de peder contra Argentina y Colombia en el Preclasificatorio de San Juan. El 14 de octubre, la Selección Peruana ganó la Medalla de Oro de Voleibol de Piso en los XII Juegos Suramericanos Asunción 2022 que se celebraron en Paraguay, al vencer al equipo de Argentina por 3 sets a 2 y consiguiendo su segunda medalla dorada desde 1982.
La Selección Peruana fue invitada por la Federación Internacional de Volleyball (FIVB) para participar en Torneo Olímpico de Clasificación para  Juegos Olímpicos de París 2024, junto a las 25 mejores selecciones de voley femenino del mundo a jugarse entre septiembre y octubre del 2023. Por su ubicación en el ranking mundial (Nº16), la Selección Peruana Categoría U19 fue invitada por la FIVB al Mundial de Hungría-Croacia 2023 que inició en agosto, quedando en el puesto 20, ganando 1 set a la subcampeona mundial Italia, ganando a Canadá en fase de grupos y a Camerún por puestos 20-24. En la XX Copa Panamericana Puerto Rico 2023, la Selección Peruana Mayores quedó en el 6º lugar y la Nº18, Ysabella Sánchez fue premiada como la Mejor Receptora con 172 puntos del torneo, siendo 2ª Mejor Anotadora con 100 puntos y Atacante con 112 puntos.
En el 2023, en el Campeonato Panamericano ocupó el sexto puesto. En el preolímpico perdió todos los partidos, entre ellos contra Turquía y Argentina. Participó en el Sudamericano de Mayores, siendo la primera vez en su historia que fue derrotado ante Chile y ocupado por primera vez el último lugar, concretando su peor participación en la historia. Tras los fracasos, Hervás fue cesado del cargo.
En el 2024 se presentó al brasileño Antonio Rizola como nuevo entrenador de la selección.
En 1ª edición de la Copa Panamericana Sub-17 realizada en Guatemala del 27 de mayo al 1 de junio del 2024, la Selección Peruana de la categoría bajo la dirección de Rizola, obtuvo la Medalla de Plata. 
La Selección Peruana de Vóley Sub-17 fue anfitriona del primer Mundial de dicha categoría, celebrado del 17 al 24 de agosto de 2024. El equipo de Perú venció a la campeona de Sudamérica, Argentina, por 3 sets a 2 en los octavos de final de dicho torneo el 20 de agosto de 2024, clasificándose para los cuartos de final y ubicándose entre las ocho mejores selecciones del mundo. José Castillo, quien fue director técnico en la etapa clasificatoria, descartó que la selección nacional ingresara al mundial de forma irregular antes de que Rizola asumiera su lugar.
Luego de dirigir a la selección de menores, Rizzola participaría en el Sudamericano Sub-19 con cinco de sus exconvocadas. En esta, ganó la Medalla de Bronce, clasificando al Mundial de la categoría a realizarse el 2025, tras 5 años de ausencia que no clasificaba por méritos propios en el campo de juego. A diferencia de la anterior, estuvo al cargo Martín Escudero, quien recibió críticas del público por los cuestionamientos en su clasificación al mundial.
Rizzola reveló en 2024 el proyecto Perú, dirigido por Cecilia Tait, en el que se convocaría a una selección de menores de alta estatura para entrenarlas en futuros encuentros internacionales.
En 2025, Gino Vegas, presidente de la Federación Peruana de Vóley, anunció la iniciativa Creciendo con el voleibol peruano, que incluirá el Circuito de Competencia Inter Academias de Vóley.

## Palmarés
La Selección femenina de voleibol del Perú ha conseguido, a lo largo de su historia mundial, una medalla de plata en los Juegos Olímpicos del año 1988 y dos medallas en los campeonatos mundiales del año 1982 y 1986. Se resalta que a nivel sudamericano siempre estuvo en el podio, salvo 3 excepciones, la de los años 2001; 2021 y 2023 de sus 35 ediciones iniciadas en 1951.

### Juegos Olímpicos
| Juegos    | Sede          | Oro             | Plata | Bronce |
| --------- | ------------- | --------------- | ----- | ------ |
| Seúl 1988 | Corea del Sur | Unión Soviética | Perú  | China  |

#### Medallero histórico femenino
| Núm.       | País | Oro | Plata | Bronce | Total |
| ---------- | ---- | --- | ----- | ------ | ----- |
| Perú (PER) | 1    | 1   | 0     | 1      |       |

- Actualizado hasta Pekín 2008.

### Campeonatos mundiales femeninos
| N.º | Año  | Sede           | Oro   | Plata | Bronce         |
| --- | ---- | -------------- | ----- | ----- | -------------- |
| IX  | 1982 | Perú           | China | Perú  | Estados Unidos |
| X   | 1986 | Checoslovaquia | China | Cuba  | Perú           |

#### Medallero histórico femenino
| Núm. | País | Oro | Plata | Bronce | Total |
| ---- | ---- | --- | ----- | ------ | ----- |
| 9    | Perú | 2   | 1     | 1      | 10    |

- Actualizado hasta Japón 2010.